# Jan Henryk de Rosen
Jan Henryk de Rosen (25 de febrero de 1891 – 22 de agosto de 1982) fue un pintor polaco, autor de numerosos murales y obras musivarias en Europa y, posteriormente, en los Estados Unidos, donde vivió exiliado desde 1939.

## Primeros años

El interior de la Catedral armenia de Leópolis, obra en gran medida del trabajo de Jan Henryk Rosen y Józef Mehoffer.

Jan Henryk de Rosen nació en Varsovia, en la zona de Polonia ocupada por Rusia (Particiones de Polonia). Sus padres fueron el pintor Jan Rosen y Wanda Hantke, ambos pertenecientes a familias judías polacas convertidas al calvinismo en el siglo XIX, aunque Jan Henryk se convertiría al catolicismo durante su vida adulta. Su padre fue un pintor de temas históricos polacos y de género muy activo y, entre otras actividades, trabajó como pintor en la corte de los últimos Zares de Rusia, Alejandro III y Nicolás II, aunque dedicó la mayor parte de su trabajo a la historia militar polaca (al igual que otros pintores polacos, como Józef Brandt, Juliusz Kossak, Wojciech Kossak, Zygmunt Rozwadowski, etc.) y actualmente se utiliza a menudo para ilustrar los libros de historia. Aun durante su infancia Jan Henryk se fue a vivir con sus dos hermanas, María y Zofia (quien se convertiría en una notable escultora), a París, Francia, y se dice que inicialmente escribió poesía antes de decidir dedicarse a la pintura. Durante la Primera Guerra Mundial, se unió en primer lugar al 11º Regimiento de coraceros del Ejército francés, luchando en las batallas de Ypres y del Somme. Posteriormente, promovió activamente las fuerzas polacas en Francia, conocidas como el Ejército Azul y se unió al ejército polaco. Por sus servicios militares fue condecorado con la cruz de la Orden Virtuti Militari y la Cruz del Valor polacas y con la Legión de Honor y la Cruz de Guerra (1914-1918) francesas.

## Carrera como pintor
Desde 1921, estudió pintura en Varsovia y celebró su primera gran exposición ese mismo año, mientras trabajaba para el Ministerio polaco de Asuntos Exteriores. En 1925 celebró otra gran exposición en la galería Zachęta, en Varsovia, y al ver sus trabajos de tema religioso, el arzobispo armenio de Leópolis (L'viv, en ucraniano; Lvov, en polaco; Lemberg, en alemán), Józef Teodorowicz, le encargó la decoración de los murales del interior de la Catedral Armenia de Leópolis, recién restaurada. El encargo fue terminado en 1929, junto con otro artista polaco Józef Mehoffer, quien se encargó de pintar las bóvedas. Después de esa gran obra, Jan Henryk continuó pintando obras de tema religioso en Polonia y en el extranjero. Entre otros, pintó los murales de la Capilla de San José en Kahlenberg, cerca de Viena, Austria, y a solicitud de Pío IX pintó dos murales en la residencia papal de Castel Gandolfo. Durante la década de 1930, Jan Henryk dio clases, como profesor de arte, en la Universidad Politécnica de Leópolis (Politécnico de Leópolis). Jan Henryk llegó a Estados Unidos en 1939, a petición del embajador polaco, el conde Jerzy Potocki, para pintar un mural en la embajada de Polonia en Washington mostrando al rey Juan III Sobieski en la batalla de Viena, así como parte de la decoración del Pabellón de Polonia en la Exposición General de Nueva York de 1939.
El estallido de la II Guerra Mundial, seguido por la ocupación de Polonia por parte de los alemanes y la Unión Soviética y la posterior toma del poder por parte de los comunistas en Polonia, convencieron a Rosen para permanecer en los EE. UU. en lugar de volver a casa. Más adelante, fue nombrado profesor de arte sacro en la Universidad Católica de América y miembro correspondiente del Instituto polaco de las Artes y las Ciencias de Estados Unidos. Continuó pintando obras religiosas y de otros temas a lo largo de su vida, sin abandonar ya los Estados Unidos. Entre otras obras, Jan Henryk pintaría un lienzo de san Estanislao de Cracovia para el papa Juan Pablo II.

## Obra
Jan Henryk de Rosen ejecutó tantos murales y mosaicos para iglesias y catedrales a lo largo de sus 50 años de carrera, que el artista afirmó haber perdido la cuenta, señalando que "El total de mis pinturas y mosaicos, supongo, son como los guijarros en la orilla de la mar".
Entre sus decoraciones y pinturas se encuentran: la capilla en el Seminario Teológico de Leópolis (1929-30), la capilla del Rey Juan III Sobieski en Kahlenberg cerca de Viena (1930), o algunos cuadros en los museos de arte de Leópolis, Lublin y Bydgoszcz.
El papa Pío XI encargó a Rosen que pintara unos murales para su capilla privada en el Palacio Apostólico de Castel Gandolfo, su residencia de verano, lo que supuso que  Rosen fuese el primer artista en pintar murales en la capilla del Papa desde Miguel Ángel.
Otros murales y mosaicos creados por la de Rosen pueden contemplarse en: 
- La Catedral Nacional de Washington en Washington D. C., en la Capilla de San José de Arimatea
- La Basílica del Santuario Nacional de la Inmaculada Concepción, en Washington D. C.
- La Iglesia Episcopal de San Lucas, en Prescott, Arizona
- La Catedral de la Gracia en el distrito de Nob Hill, en San Francisco.
- La Capilla del Purgatorio, en la iglesia católica de San Wenceslao, en Chicago.
- El vestíbulo del National Welfare Conference Building, en Washington D. C.
- La Capilla de la Academia Militar de Santa Catalina, en Anaheim, California

Pueden contemplarse otras obras destacadas de Jan Henryk de Rosen en los Estados Unidos en Buffalo, Memphis, Pittsburgh, y en las ciudades californianas de La Jolla, Hollywood, Pasadena, Eagle Rock, Monterey Park, Vallejo y Sacramento. Una de sus obras más grandes, considerada el mosaico más grande del mundo, es la cúpula de la Catedral basílica de San Luis, Misuri. Hay también obras suyas en la Catedral de Nuestra Señora Reina del Rosario de Toledo (Ohio) y 7 pinturas en la Iglesia de Santa María en Edgerton (Ohio).

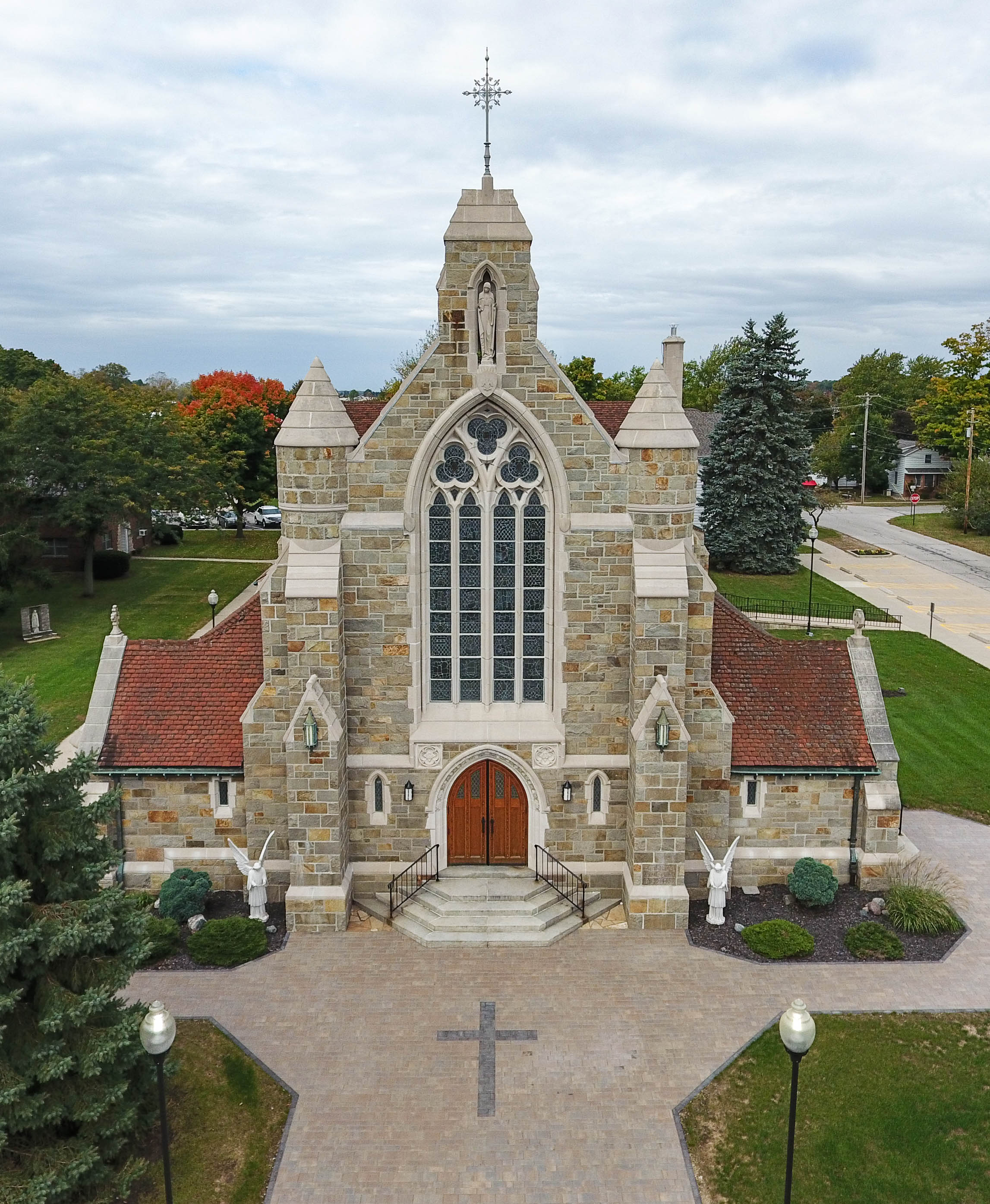

Muchos de los murales de Rosen murales fueron realizados con témpera de cera duradera (una mezcla de pigmento y cera de abejas licuado con alcohol) dispuesta sobre una capa de pan de oro, sobre yeso. Se dice que De Rosen usaba cerveza holandesa para licuar la cera.

Interior de la Catedral armenia en Leópolis
Fresco de la Última Cena (Leópolis)
Fresco de la Procesión de San Odilón (Leópolis)
Fresco de la adoración de los pastores a Jesús del Pesebre (Leópolis)
El Fresco de la Anunciación (Leópolis)